# 거제 장승포 압사 사건
거제 장승포 압사 사고는 1963년 6월 25일에 거제 장승포리 3구 거제 중학교 앞 왼쪽에 있던 높이 45m 언덕이 삽시간에 무너져 학교 운동장과 가옥 6채를 완전히 뒤덮어 경찰 9명과 주민 60명이 묻혀 압사한 사고이다.